# Villa Marie (Oberlößnitz)

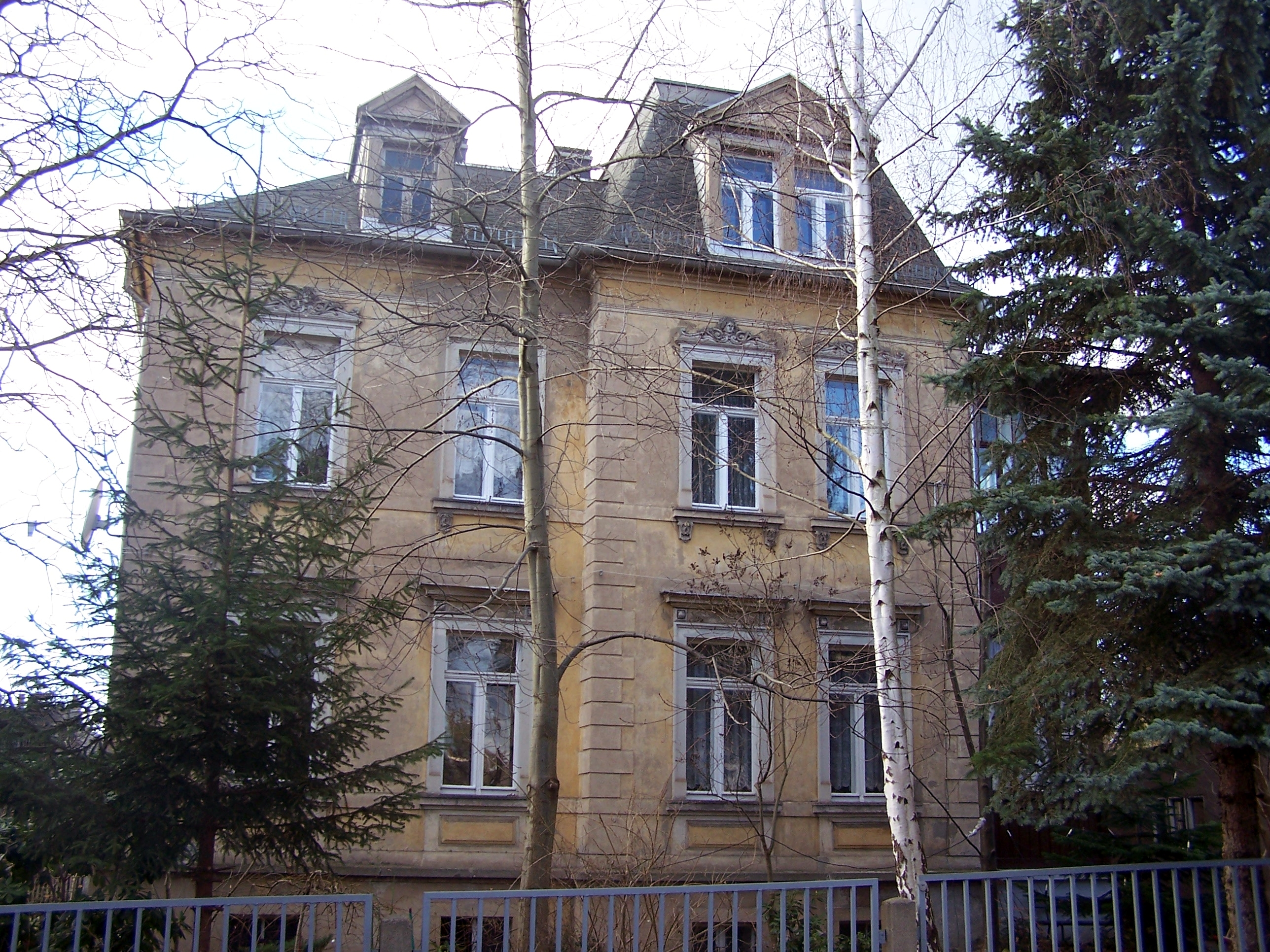
Villa Marie

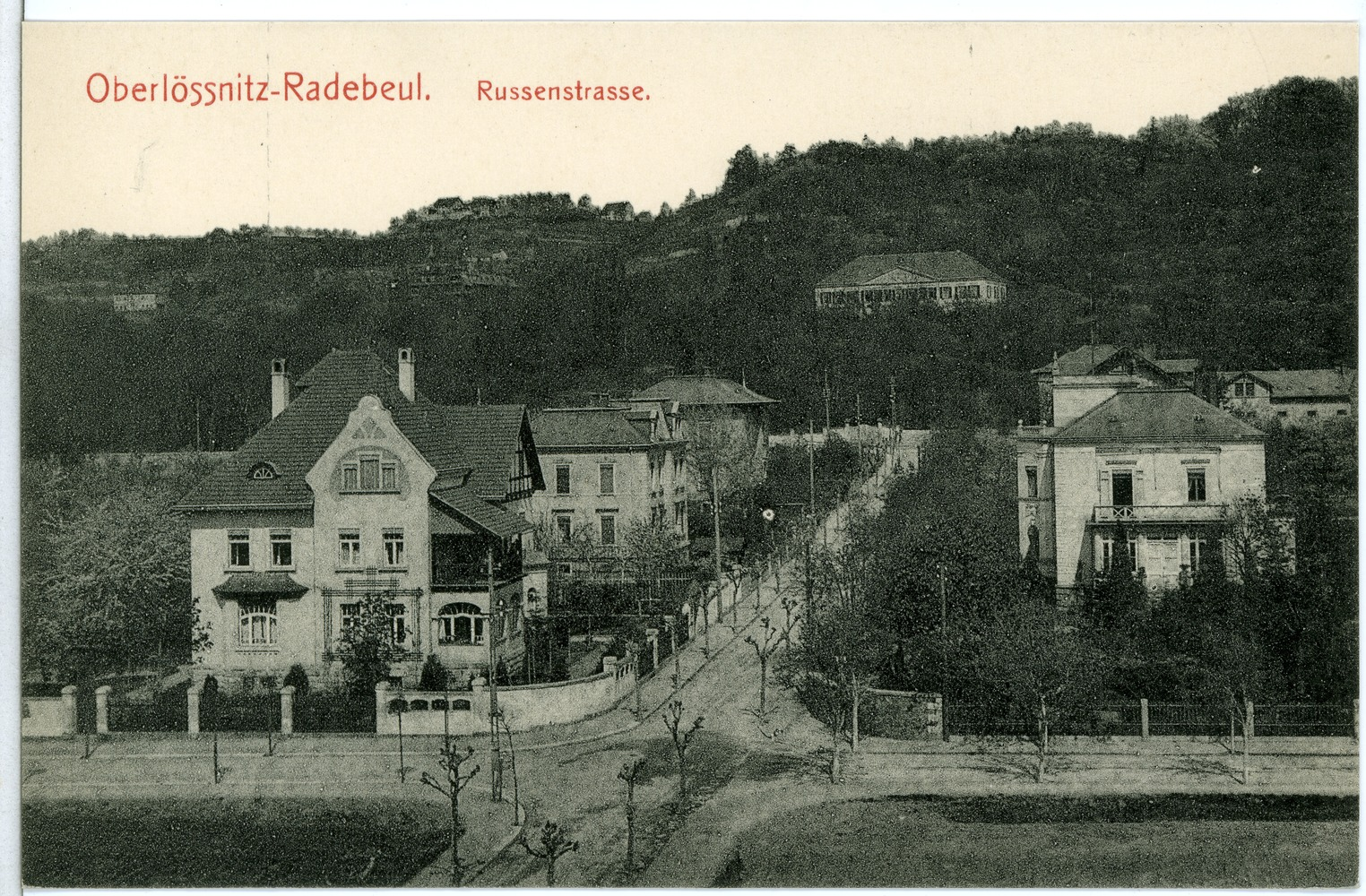
Villa Marie (2. von links; 1909)

Die Villa Marie liegt im Stadtteil Oberlößnitz der sächsischen Stadt Radebeul, in der Hauptstraße 64. Sie wurde 1898 für Carl Heinrich Wölfel durch den Baumeister Adolf Neumann errichtet.

## Beschreibung
Die zweigeschossige, denkmalgeschützte Mietvilla steht auf einem hohen Sockel und wird obenauf von einem abgeplatteten Walmdach abgeschlossen.
In der vierachsigen Hauptansicht steht rechts ein zweiachsiger Seitenrisalit mit einem Pyramidenstumpfdach, in dem sich zur Straße hin ein Dachhäuschen mit Zwillingsfenster und einem verzierten Dreiecksgiebel befindet. Links des Risalits befindet sich im Dach eine Giebelgaube.
In der rechten, nördlichen, Seitenansicht steht rechts, also zur Gebäuderückseite hin, ebenfalls ein Seitenrisalit. Vor der davon aus links gelegenen Rücklage steht eine 1908 errichtete, zweigeschossige Holzveranda mit dem Eingangsvorbau.
Die Fassaden sind reich durch Gesimse und Putzbänder sowie Eckquaderungen gegliedert. Die Fenster werden von Sandsteingewänden eingefasst. Die Erdgeschossfenster werden durch horizontale Verdachungen geschützt, und unter den Fenstern befinden sich geputzte Brüstungsspiegelfelder. Die Obergeschossfenster werden unterhalb von Konsolen gestützt, und oberhalb der Fenster befindet sich Stuckornamentik.